# Unchahar
Unchahar – miasto w północnych Indiach w stanie Uttar Pradesh, na Nizinie Hindustańskiej. Miasto leży w okręgu Lucknow.
Populacja miasta w 2001 roku wynosiła 9305 mieszkańców.